# Маквей, Кэл
Келвин Александер Маквей (англ. Calvin Alexander McVey, 30 августа 1849, Монтроз, Айова — 20 августа 1926, Сан-Франциско, Калифорния) — американский бейсболист, выступал на позициях игрока первой базы, кэтчера и аутфилдера. Известен как первый профессиональный бейсболист, родившийся в Айове. Маквей был игроком первой в истории профессиональной бейсбольной команды «Цинциннати Ред Стокингс». В составе «Чикаго Уайт Стокингс» он стал победителем первого чемпионата Национальной лиги. 

## Биография

### Ранние годы
Келвин Маквей родился 30 августа 1849 года близ Монтроза в штате Айова. Его родители Уильям и Кэролайн Маквей были родом из Индианы. Отец Келвина был фермером, но его дела шли не лучшим образом и семья несколько раз переезжала, пока не осела в Индиане. Там Уильям работал сборщиком налогов и настройщиком роялей. О детстве Кэла информации немного, но известно что в 1867 году он был студентом Северо-Западного христианского университета. Также он занимался боксом без перчаток, а в Индианаполисе начал играть в бейсбол за местные любительские команды.

### Профессиональный бейсбол
В 1869 году Маквей подписал контракт с первой в истории профессиональной бейсбольной командой «Цинциннати Ред Стокингс». Он стал самым молодым её игроком, а также первым профессиональным бейсболистом, родившимся в Айове. Играющий тренер команды Харри Райт, один из пионеров бейсбола, поставил его на позицию правого аутфилдера. В мае того же года «Ред Стокингс» отправились в турне по восточному побережью США, где одержали победы во всех матчах. В Вашингтоне команда была удостоена приёма у президента США Улисса Гранта. Затем игроки отправились на запад и одержали серию побед в Сан-Франциско. Первое поражение команда потерпела только 14 июня 1870 года от «Бруклин Атлантикс».
В тот же период игроки «Цинциннати» разделились на два лагеря: одни, в число которых входил и Маквей, были сторонниками трезвости и дисциплины, другие придерживались противоположных взглядов. Кроме того, клуб не приносил никакой прибыли. В итоге это привело к возвращению любительского статуса команды. В марте 1871 года была основана Национальная ассоциация профессиональных игроков в бейсбол. Харри Райт стал основателем и капитаном команды из Бостона, которой дал название «Ред Стокингс». Маквей стал одним из трёх игроков «Цинциннати», которых он пригласил в новый клуб. В своём первом сезоне в профессиональной лиге он стал вторым по эффективности отбивающим после Ливая Мейерле. В Бостоне Кэл сменил амплуа и большую часть матчей провёл в качестве кэтчера.
После двух лет в «Ред Стокингс» Маквей уехал в Балтимор, где стал играющим тренером местных «Канарис». В 1873 году он был самым молодым главным тренером в лиге. Проведя там один сезон, Кэл вернулся в Бостон. В тот же период он женился на уроженке Индианы по имени Эбби. Отыграв в составе «Ред Стокингс» ещё два сезона, Маквей переехал в Чикаго, где стал игроком первой базы «Уайт Стокингс», игравших в только что созданной Национальной лиге. В сезоне 1876 года он вместе с командой стал победителем первого в её истории сезона. После двух лет в Чикаго, Кэл ещё два сезона провёл в другой команде из Цинциннати — «Редс».

### После бейсбола
В 1880 году Маквей с супругой переехал в Калифорнию, куда затем перевёз и своих родителей. Он выступал в Калифорнийской лиге и Тихоокеанской лигах («Сан-Франциско Бэй Сити», «Сан-Франциско Калифорниас», «Сан-Франциско Никербокерс»), независимую команду «Сан-Франциско Пионирс». Данных об этом периоде его жизни сохранилось немного. Историк Джон Лиепа в своём исследовании биографии Маквея писал, что его дом был разрушен во время землетрясения 1906 года и Кэл был вынужден пользоваться помощью благотворительных организаций. В середине 1910-х годов он работал на шахте в Неваде, был складским сторожем. 
В 1919 году Маквей был приглашён на торжественные мероприятия, посвящённые пятидесятилетию первой профессиональной бейсбольной команды, участвовал в параде перед открытием Мировой серии между «Цинциннати Редс» и «Чикаго Уайт Сокс».
Келвин Маквей скончался 20 августа 1926 года в Сан-Франциско. Его останки были кремированы. В 1968 году его посмертно включили в Зал спортивной славы штата Айова.